# VAMPS LIVE 2008
『VAMPS LIVE 2008』（ヴァンプス ライヴ にせんはち）は日本のロックユニット、VAMPSのライヴビデオ。2009年2月4日発売。発売元は自主レーベルのVAMPROSE。

## 解説
HYDE（L'Arc〜en〜Ciel）とK.A.Z（Oblivion Dust）が2008年に結成したロックユニット、VAMPSが発表した初のライヴビデオ。
本作品は、VAMPSが2008年8月1日から同年10月28日にかけて、日本全国のライヴハウスで開催したファーストツアー「VAMPS LIVE 2008」の最終公演の模様を収録したライヴビデオである。このツアーは全国6都市にあるZeppで行われており、計46公演に及ぶ長期ツアーとなっている。また、各会場において最低でも6公演が行われており、これ以降のVAMPS名義のライヴツアーで定番となった"籠城型ツアー"の原型となっている。
セットリストには、このツアーがVAMPSにとって結成して間もない最初のツアーだったため、ユニット名義の楽曲はほとんど組みこまれていない。そのため、このツアーのセットリストは、HYDEがソロ名義で制作したアルバム『666』『FAITH』に収録された楽曲が中心となっている。なお、前記のアルバム『666』『FAITH』の制作には、K.A.Zが共同プロデューサーとして参加している。また、VAMPS名義の楽曲として、ツアー開催の約1ヶ月前に発表された「LOVE ADDICT」と「TIME GOES BY」の2曲が披露されている。さらに、HYDEが作曲し、K.A.Zが編曲作業に参加した中島美嘉への提供曲「GLAMOROUS SKY」のカバーも演奏されている。
本作は、初回限定盤（2DVD）と通常盤（2DVD）の2形態でリリースされている。初回限定盤はデジパック仕様となっている。なお、いずれの形態もDVD2枚組で発表されている。Disc1には2008年10月28日にZepp Tokyoで行われたライヴの模様がメインで収録されており、Disc2にはオフショットを盛り込んだツアーのドキュメンタリー映像が収められている。ちなみに本作は、発売初週にオリコン週間DVD音楽チャートにて首位を獲得している。

## 収録曲

### Disc1
1. MADE IN HEAVEN
2. IT'S SAD
3. DOLLY
4. SWEET VANILLA
5. TIME GOES BY
6. I CAN FEEL
7. EVERGREEN
8. JESUS CHRIST
9. COUNTDOWN
10. THE OTHER SIDE
11. PERFECT MOMENT
12. SEASON'S CALL
13. HELLO
14. HIDEAWAY
15. MASQUERADE
16. Lucy in the Sky with Diamonds
17. LOVE ADDICT
18. GLAMOROUS SKY
19. MIDNIGHT CELEBRATION

### Disc2
- VAMPS LIVE 2008 DOCUMENTARY